# John Hare (Illustrator)
John Hare (* 1976 in Saint Charles, Missouri, Vereinigte Staaten) ist ein amerikanischer Grafikdesigner und Art Director.

## Leben
Er lebt mit seiner Familie in Gladstone, Missouri. 2020 wurde er mit dem 18. Rattenfänger-Literaturpreis der Stadt Hameln für sein Erstlingswerk Ausflug zum Mond ausgezeichnet. Für das Bilderbuch wurde er außerdem zum Deutschen Jugendliteraturpreis nominiert.

## Werke
- Ausflug zum Mond, Moritz Verlag, Frankfurt am Main 2019. ISBN 978-3-89565-381-0
- Tief im Ozean, Moritz Verlag, Frankfurt am Main 2021. ISBN 978-3-89565-405-3
- Die Vulkaninsel, Moritz Verlag, Frankfurt am Main 2022. ISBN 978-3-89565-422-0